# Reaching Out (песня Nero)
«Reaching Out» — шестой сингл английского дабстепового дуэта Nero с их дебютного альбома Welcome Reality. Релиз состоялся в Великобритании путём цифровой дистрибуции 16 декабря 2011 года. Песня заняла 92 место в UK Singles Chart, и девятое в UK Dance Chart.

## Музыкальное видео
Видео на композицию «Reaching Out» было выложено на YouTube 25 ноября 2011 года.

## Список композиций
| №  | Название       | Длительность |
| -- | -------------- | ------------ |
| 1. | «Reaching Out» | 4:45         |

| №  | Название                           | Длительность |
| -- | ---------------------------------- | ------------ |
| 1. | «Reaching Out» (Радио-версия)      | 2:52         |
| 2. | «Reaching Out» (Booka Shade Remix) | 6:38         |
| 3. | «Reaching Out» (Fred Falke Remix)  | 7:34         |
| 4. | «Reaching Out» (Wilkinson Remix)   | 4:32         |

## Выступление в чартах
| Чарт (2011)                     | Наивысшее место |
| ------------------------------- | --------------- |
| Великобритания (OCC UK Dance)   | 9               |
| Великобритания (OCC UK Singles) | 92              |